# Катастрофа Boeing 727 под Лос-Анджелесом
Катастрофа Boeing 727 под Лос-Анджелесом — авиационная катастрофа, произошедшая в субботу 18 января 1969 года и ставшая одной из крупнейших в истории Калифорнии. Самолёт Boeing 727-22C авиакомпании United Air Lines выполнял пассажирский рейс UA266 по маршруту Лос-Анджелес — Денвер, но через две минуты после взлёта у него отказал левый двигатель и произошла полная потеря электрообеспечения. Экипаж решил вернуться в аэропорт вылета, но через 3 минуты авиалайнер рухнул в залив Санта-Моника. Погибли все находящиеся на его борту 38 человек — 32 пассажира и 6 членов экипажа.

## Самолёт
Грузопассажирский Boeing 727-22C с регистрационным номером N7434U (заводской — 19891) был выпущен 1 сентября 1968 года, после чего 18 сентября получил лётный сертификат, а 20 сентября поступил к заказчику — американской авиакомпании United Air Lines (UAL). При «возрасте» всего 4 месяца лайнер успел налетать 1036 часов 47 минут, в том числе 217 часов 9 минут с последнего периодического ремонта и 90 часов 1 минуту с последнего периодического осмотра. В хвостовой части были установлены три турбовентиляторных двигателя модели Pratt & Whitney JT8D-7. Средний и правый двигатели (№ 2 и 3) стояли на борту N7434U с момента выпуска и, как и самолёт, имели общую наработку около 1037 часов. Левый двигатель (№ 1) в течение эксплуатации был заменён, и текущий имел общую наработку 4505 часов, в том числе 1021 час с момента установки на самолёт.
Общий взлётный вес рейса 266 был определён как 148 800 фунтов (67 500 кг) при максимальном допустимом 156 100 фунтов (70 800 кг); центровка также не выходила за пределы допустимого.

## Экипаж и пассажиры
Лётный экипаж (в кабине) состоял из трёх пилотов:
- Командир воздушного судна — 49-летний Леонард Э. Леверсон (англ. Leonard A. Leverson). В авиакомпании United с 26 сентября 1946 года и имел квалификацию пилота самолётов типа CV-340, Douglas DC-3, -6, -7, -8 и Boeing 727. Его общий налёт составлял 13 665 часов, в том числе 1908 часов на B-727. За последние 90 дней налетал 78 часов, в том числе 61 час на B-727.
- Второй пилот — 33-летний Уолтер Р. Шлеммер (англ. Walter R. Schlemmer). В авиакомпании United с 4 мая 1964 года и имел квалификацию пилота самолётов типа Douglas DC-6, -7 и Boeing 727. Его общий налёт составлял 6642 часа в должности пилота и 889 часов в должности бортинженера. На B-727 налетал 1842 как пилот, и 543 часа как бортинженер. За последние 90 дней налетал 200 часов, все на B-727.
- Третий пилот (бортинженер) — 29-летний Кит Р. Острандр (англ. Keith R. Ostrander). В авиакомпании United с 9 октября 1967 года и имел квалификацию пилота самолётов типа Douglas DC-6 и Boeing 727. Его общий налёт составлял 174 часа в должности пилота и 460 часов в должности бортинженера. Стаж на B-727 составлял 40 лётных часов, все в должности бортинженера. За последние 90 дней налетал 40 часов, все на B-727.

В салоне находились 32 пассажира и 3 бортпроводницы.

## Катастрофа
В тот день борт N7434U прибыл в Лос-Анджелес в 15:30 рейсом из Денвера. В его бортовом журнале имелась заявка о нерабочем генераторе № 3 (на правом двигателе), которая длилась с 15 января. Со слов второго пилота, который выполнял этот рейс из Денвера, над тумблером этого генератора поверх светового индикатора была прикреплена полоска о данной неисправности. Далее самолёт принял новый экипаж, которому предстояло выполнить теперь рейс UAL-266 в Милуоки (штат Висконсин) с промежуточной посадкой в Денвере. Примерно за 30—40 минут до расчётного времени вылета диспетчер авиакомпании UAL был предупреждён, что на борту N7434U работают лишь два генератора из трёх. Однако перечень минимального рабочего оборудования позволял выполнять полёт с двумя генераторами, поэтому диспетчер авиакомпании также разрешил выполнять данный рейс. Проведённый внешний осмотр лайнера также не выявил ничего подозрительного.
В Лос-Анджелесе периодически шёл дождь, но он не должен был повредить самолёту, так как у последнего электрические системы должны были быть защищены специальными кожухами. Однако из-за дождя, а также проблем с погрузкой вылет пришлось задержать, поэтому от перрона рейс 266 отъехал не в 17:55, как по расписанию, а в 18:07. На его борту при этом находились 32 пассажира и 6 членов экипажа. Выполнив разбег по полосе 24, «Боинг» в 18:17 оторвался от её покрытия и начал набирать высоту. Диспетчер на вышке наблюдал за самолётом, пока он не поднялся на 400—500 футов (120—150 м) и не удалился от торца полосы примерно на 8000 футов (2400 м). Никаких отклонений в выполнении взлёта обнаружено не было. Позже следователи нашли ещё двух свидетелей, которые также наблюдали взлёт рейса 266. Их внимание привлекли красные искры, наблюдавшиеся на правой части самолёта позади двигателей, хотя скорость взлёта была вполне нормальной. В 18:18:13 экипаж перешёл на связь с диспетчером контроля и получил от него следующее указание: … поворот правый на курс два семь ноль [270°], доложить о высоте три тысячи футов [900 м]. Экипаж получение информации подтвердил.
Но затем в 18:18:30 в кабине зазвучал сигнал предупреждения о пожаре двигателя, а в 18:09:05 с рейса 266 доложили: У нас было предупреждение о пожаре в двигателе номер один (левый), который мы перекрыли. Мы хотели бы вернуться. Это было последнее сообщение с борта N7434U, а все попытки диспетчера установить связь оказались безуспешными. Спустя пять секунд после сообщения от экипажа, на экране вторичного радиолокатора пропал и сигнал от самолётного транспондера, хотя на первичном радиолокаторе засветка ещё наблюдалась и продолжала следовать по курсу 270°. Как впоследствии было определено, в этот же момент прекратили работу бортовые самописцы. В 18:20:30 лайнер находился примерно на 10 миль (16 км) западнее берега, когда диспетчер дал указание выполнять правый поворот на курс 060, при этом ответа от экипажа также не последовало. На экране радиолокатора засветка рейса 266 стала поворачивать влево, после чего в течение пары витков антенны (~ 8 секунд) исчезла, перед этим заметно ускорившись. Диспетчер тут же объявил чрезвычайную ситуацию.
Уже тёмным вечером над заливом Санта-Моника стояла низкая облачность и шёл дождь, а над водой стелился слой густого тумана высотой 1000—1500 футов (300—450 м). В это время вдоль пляжа Малибу в восточном направлении следовал автомобиль, в котором ехали отец и сын. Вдруг ребёнок крикнул: Смотри, папа — огонь. Глянув туда, водитель увидел в темноте самолёт, у которого из правого крыла словно сыпались искры. Ещё один свидетель в этот момент находился на холме Парадайз (англ. Paradise Cove) и видел, как авиалайнер повернул влево на восток, после чего скрылся в слое тумана. Затем раздался взрыв и появилась яркая вспышка. В 18:21 на удалении 11,3 мили (18 км) от Лос-Анджелесского аэропорта по азимуту 260° (к западу, точка с координатами 33°56′56″ с. ш. 118°39′30″ з. д.) «Боинг» с убранными шасси и выпущенными на 2° закрылками врезался в водную поверхность и взорвался, после чего затонул на глубине 950 футов (290 м). Все 38 человек на борту погибли, при этом из-за сильного разрушения лайнера впоследствии смогли опознать только двух пассажиров.

## Расследование
Удар о воду произошёл под небольшим углом при крутом правом крене и на высокой скорости. Также последнее, что зафиксировал бортовой самописец, были слова второго пилота: Удерживай на повышение… У вас тысяча футов… Поднимаемся. Таким образом, экипаж в условиях полёта в тумане и с отказавшими приборами перед падением в воду оказался дезориентирован. Части самолёта лежали на дне достаточно компактно, то есть разрушения до удара не было. Но зато после удара о воду «Боинг» разрушился на такие мелкие части, что уже нельзя было определить работу каждой из систем и положение тумблеров на панели управления. При изучении обстоятельств происшествия следователи сосредоточились на двух обстоятельствах: (1) срабатывание пожарной сигнализации двигателя № 1 и (2) отказ в работе электросистем.
Все свидетели на земле, которые видели самолёт перед ударом о воду, сообщали об огне или искрах. Однако нигде на обломках следователи не смогли найти признаков пожара. Все три двигателя были обнаружены в месте катастрофы, при этом как показало их изучение, средний и правый двигатели работали, а левый — нет, так как был отключён экипажем. Экипаж сообщал о пожаре двигателя № 1, но экспертиза признаков пожара в этом двигателе не обнаружила. Проверка пожарных датчиков при этом показала, что они исправны. Сообщения свидетелей о искрах от самолёта следователи, ввиду отсутствия вещественных доказательств, признали несостоятельными. Убедительных причин срабатывания пожарной сигнализации комиссия определить не смогла. Возможно, что оно было вызвано перегревом двигателя, либо просто ложным. Также могла быть и небольшая утечка топлива, что ввиду значительного разрушения лайнера определить уже было невозможно. В любом случае из-за сигнала о пожаре экипаж в соответствии с инструкциями остановил левый двигатель, тем самым отключив и его генератор.
При изучении заявки от 15 января о неисправном генераторе правого двигателя было установлено, что 13 января на нём была выполнена замена панели управления. Но что интересно, новая панель (заводской номер — 163) за период со 2 мая 1967 года по 31 декабря 1968 года по разным причинам снималась с восьми разных самолётов. Возможно, это было связано с тем, что, вопреки сервисному бюллетеню 66-103 от сентября 1966 года, на этой плате так и не был заменён полупроводниковый (кремниевый) управляемый выпрямитель с целью устранения ложных срабатываний дифференциальной защиты. Спустя всего три часа после замены платы самолёт приземлился в аэропорту О’Хара города Чикаго, где сдающий экипаж пожаловался, что у генератора № 3 было недостаточное возбуждение из-за срабатывания защиты, из-за чего он не выдавал достаточного напряжения, чтобы его подключить на общую шину. После пары неудачных попыток восстановить защиту этот генератор был отключён, а в Чикаго сделали заявку о замене генератора. Генератор заменили, но спустя всего 3 с половиной часа налёта его вновь отключили, так как в его реле не отпадал якорь. Тогда наземный персонал отключил генератор № 3, так как, согласно списку о минимальном рабочем оборудовании, допускалось выполнение полётов с двумя рабочими генераторами из трёх. Далее на протяжении трёх дней борт N7434U налетал 42 часа и посетил в общей сложности 28 аэропортов, в 21 из которых можно было бы выполнить необходимый ремонт. Но так совпало, что на всех этих остановках был дефицит времени, так как самолёт был необходим для выполнения других рейсов, поэтому ремонт было просто некогда выполнить, из-за чего лайнер продолжал летать с нерабочим генератором. Что до генератора, снятого в Чикаго, то проверка показала, что он был полностью исправен.
Из-за нерабочего правого генератора и отключённого левого двигателя рейс 266 фактически теперь летел лишь на одном среднем. Но тесты показали, что даже с одним генератором вполне можно было продолжать полёт, причём автоматика должна сама в этом случае задействовать аварийную схему, когда всё оборудование подключается на рабочий генератор. Проведённые испытания в условиях различных электрических помех на работу системы защиты генератора при аварийной схеме не выявили никаких нарушений. Да и если бы вдруг все три генератора прекратили работать, то электросистема должна была в этом случае подключаться на аккумуляторную батарею. Как показали различные тесты, задержка с таким переводом составляет от 5 до 9 секунд, при этом напряжение поддерживалось на уровне минимум 50 В. К тому же летом 1969 года, то есть в период расследования катастрофы борта N7434U, произошли три инцидента с 727-ми авиакомпании United, когда отказывали сразу все три генератора, но во всех трёх случаях задействовалась аварийная схема, а один раз экипаж даже сумел запустить вспомогательную силовую установку (ВСУ).
Проанализировав ситуацию, следователи составили следующую картину событий с рейсом 266:
- Экипаж принимает самолёт и знает о нерабочем генераторе.
- Самолёт выполняет нормальный взлёт, но свидетели наблюдают исходящие от него искры. Точную причину этого явления следователи определить не смогли, возможно, что в двигатели при взлёте попало немного пыли, что, однако, не оказывает существенного влияния на работу двигателей.
- 18:18:30 — в кабине раздаётся сигнал предупреждения.
- 18:18:34 — второй пилот сообщает командиру о пожаре в двигателе № 1, после чего перемещением рычага управления останавливает этот двигатель.
- 18:18:44 — раздаётся сигнал предупреждения о неверном положении шасси, так как рычаг уборки шасси не был доведён до конца.
- 18:18:45 — второй пилот дважды говорит, что у них только один рабочий генератор. На это командир отвечает: Да. Проверь электрическую нагрузку. То есть экипаж знал, что из трёх генераторов один был неисправен, один прекратил работу из-за остановленного двигателя и лишь один продолжал работать.
- 18:18:52 — второй пилот спрашивает: Все выключить? Он спрашивал, выключить ли все неиспользуемые системы, на что командир дал утвердительный ответ.
- 18:09:05 — второй пилот докладывает диспетчеру о проблемах на борту и намерении вернуться.
- 18:19:13,5 — отключается последний оставшийся генератор № 2 и самолёт полностью обесточивается, при этом прекращают работу бортовые самописцы, а на радарах пропадает сигнал от транспондера самолёта.

Почему вдруг последний оставшийся рабочий генератор отключился, точно определить не удалось. Вероятной причиной могло быть срабатывание дифференциальной защиты, либо отключения части систем оказалось недостаточно и произошёл перегруз по току. Есть вероятность, что здесь могло сыграть свою роль то обстоятельство, что до 13 января, когда заменили панель управления генератором № 3, при этом поставили по ошибке неисправную, на борту вообще не наблюдалось проблем с электропитанием, поэтому систему защиты генератора № 2 для работы в аварийной ситуации могли ненароком выключить, что осталось незамеченным. Но в любом случае, в данной ситуации должна сработать система аварийного питания от аккумуляторной батареи, но этого почему-то не происходит. Возможно, что выключатель батареи также был по ошибке выключен, а потому после отключения всех трёх генераторов экипаж уже попросту не мог вручную задействовать аварийную схему электроснабжения. Причём не исключено, что аккумуляторы отключил третий пилот. Ведь разбившийся самолёт был грузопассажирским (модификация QC), у которого в кабине на панели стояли дополнительные датчики дыма в грузовом отделении, из-за чего выключатель батареи пришлось переместить вверх, где он оказался слева от выключателя электропитания кухни. Возможно, когда третий пилот стал отключать лишнюю нагрузку, он мог не глядя ударить по выключателю кухни, но фактически попасть по выключателю батареи и, не заметив этого, выключить его.
Несмотря на обесточивание самолёта, на борту ещё остаётся некоторое освещение, так как включились лампы аварийного освещения, работающие от отдельной батареи. Третий пилот в это время мог пытаться вновь восстановить работу второго генератора, либо, что ему могли посоветовать командир со вторым пилотом, пытаться перейти на питание от аккумуляторных батарей. Но в условиях, если тумблер батареи был по ошибке отключён, задействовать питание по аварийной схеме было уже невозможно, а из-за возникшей в это время суматохи в кабине, где каждый был занят своими проблемами, пункт об этом выключателе в контрольном списке можно было ненароком пропустить. Тем временем командир и второй пилот пытались продолжать полёт, хотя лайнер в это время мог уже попасть в облака, что в условиях отказа приборов уже не позволяло точно выдерживать горизонтальный полёт. В 18:20:40—18:20:44 диспетчер выдаёт повторное указание о повороте на курс 060°, после чего наблюдает на экране радиолокатора, как самолёт поворачивает, а затем через два—три оборота антенны исчезает. Фактически борт N7434U в этот момент лишь снизился ниже 700 футов (210 м). В это же время кратковременно (на 15 секунд) заработал параметрический самописец, а через 9 секунд — речевой. Лайнер в это время следовал уже на фактической высоте 630 футов (190 м). Возможно, что третий пилот вручную отключил защиту генератора, а также вручную попытался подключить его на сеть, но когда самолёт вошёл в крен, не смог удержаться и упал назад, от панели приборов, из-за чего электросистема вновь обесточилась.
Полёт в это время происходил ночью в облачности и тумане, а потому у экипажа была надежда только на приборы. Но когда пропало электрическое питание, приборы оказались бесполезны. Более того, остановившийся гироскоп авиагоризонта мог начать заваливаться вбок при манёврах. И этим манёвром стал левый поворот. Возможно, что командир принял решение поворачивать влево, а не вправо из-за того, что наблюдал северный холмистый берег бухты, а потому решил, что поворот к югу безопасней. Когда третий пилот временно запустил работу электросистемы и в кабине заработало освещение, командир, глянув на свой авиагоризонт, увидел крутой левый крен. Прибор ещё просто не успел запуститься, но у командира за последнее время это был первый полёт на Boeing 727, а до этого он со 2 декабря 1968 года летал только на Douglas DC-8, у которого приборы не имеют такой задержки. Решив, что приборы показывают текущее положение самолёта, то есть крутой левый крен, пилот попытался исправить ситуацию, не заметив, что начал входить во всё увеличивающийся правый крен. Потеряв высоту, летящий в тумане «Боинг» врезался в воду.

## Причины
1. Экипаж имел необходимые сертификаты и квалификацию для выполнения полёта.
2. Экипаж перед происшествием только перешёл с DC-8 и не летал на B-727 со 2 декабря 1968 года.
3. Самолёт был сертифицирован и подготовлен к полёту.
4. Самолёт налетал 42 часа с нерабочим генератором № 3, что допускалось перечнем минимального необходимого оборудования.
5. Нарушения в работе генератора № 3 и его отключению, возможно, были вызваны нарушениями в работе его панели управления.
6. Во время полёта при наборе высоты сработала сигнализация о пожаре в двигателе № 1, поэтому данный двигатель был остановлен.
7. Экспертиза обломков не выявила никаких доказательств, что во время полёта на борту был пожар.
8. Вскоре после остановки двигателя № 1 произошла потеря электропитания от оставшегося генератора № 2.
9. Имеющиеся свидетельства не позволяют точно определить причину отключения генератора № 2. Это может быть связано с пиковой нагрузкой на шинах всех трёх генераторов, которая полностью легла на шину генератора № 2.
10. После отказа последнего генератора должна была запуститься аварийная схема питания, но либо в ней произошёл отказ, либо она была отключена.
11. Спустя примерно полторы минуты после отказа генератора № 2 электрическое питание напряжением около 50 В было восстановлено.
12. Электрическое питание сохранялось на протяжении 9—15 секунд, после чего вновь пропало в неустановленное время относительно момента катастрофы.
13. В момент удара самолёт был в ненормальном положении.
14. Двигатели № 2 и 3 в момент удара работали.
15. Не было найдено никаких доказательств неисправностей в системе управления.
16. Полёт выполнялся в ночных приборных условиях.
17. С момента отказа генератора № 2 у пилотов не было ни внешних, ни внутренних надёжных ориентиров для определения положения самолёта.

Национальный совет по безопасности на транспорте (NTSB) пришёл к мнению, что причиной катастрофы стала дезориентация экипажа при ночном полёте в приборных условиях, когда произошёл отказ приборов из-за потери электропитания. Почему (1) произошёл отказ всех трёх генераторов и почему (2) не запустилась или не была включена схема аварийного электроснабжения, следователи определить не смогли.

## Последствия
После данной катастрофы на самолётах B-727 выключатель аккумуляторной батареи стал оборудоваться специальным защитным колпачком, предотвращающим непреднамеренное выключение. Также были внесены изменения в электрические схемы для улучшения работы генераторов в условиях, когда остаётся лишь один из трёх, в том числе было значительно уменьшено влияние пульсаций на работу систем управления. Контрольный список по действиям при отказе всех трёх генераторов был переработан и значительно расширен.

### Комментарии
1. ↑  Здесь и далее указано Тихоокеанское время (PST)